# Музей Баккара (Париж)

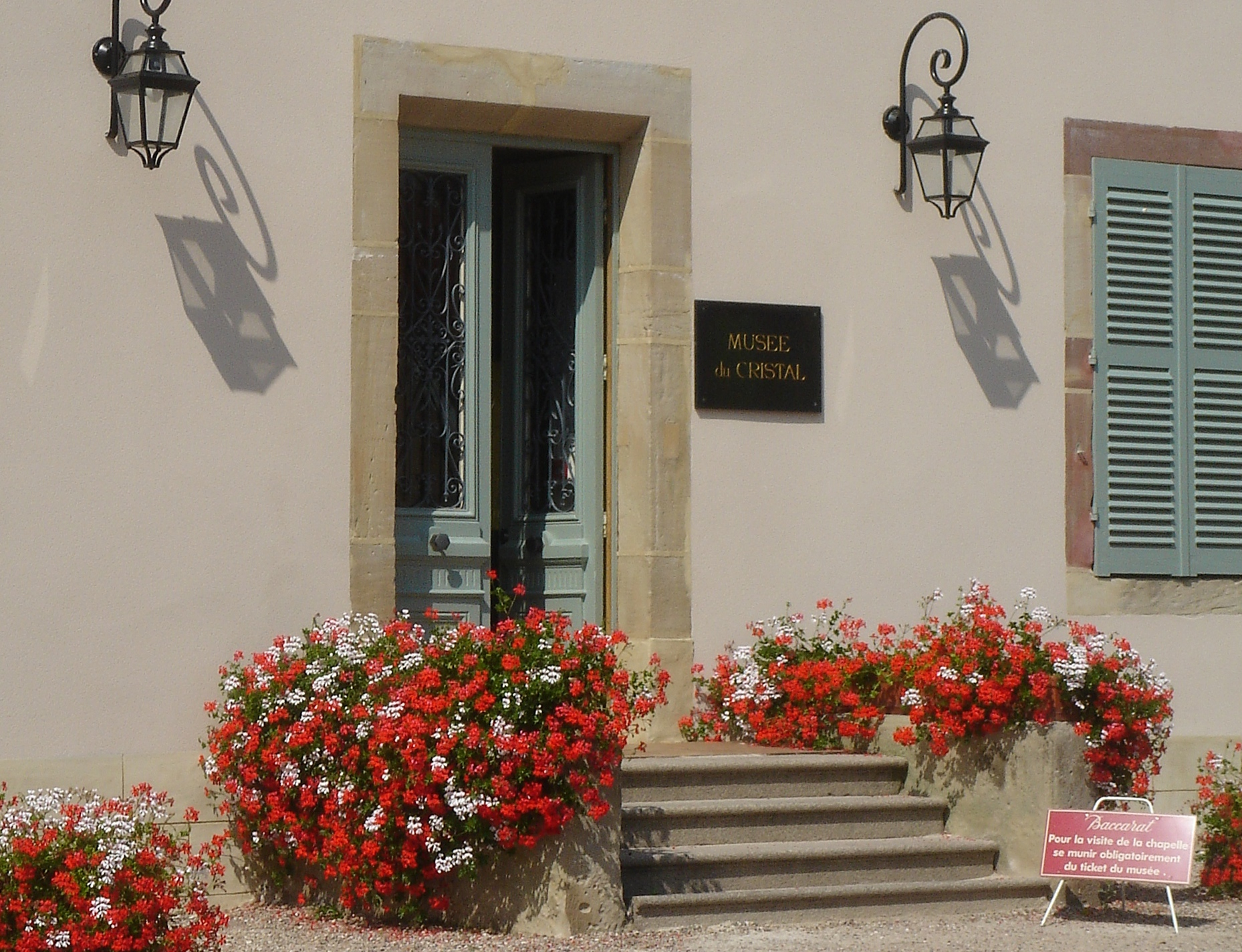
Музей кришталю Баккара

Музей кришталю Баккара розташований в особняку, що належав Марі-Лор де Нуайє. У музеї представлені найкращі роботи майстрів з міста Баккара, який знаходиться у французькому регіоні Лотарингія. Усього в експозиції близько 1200 робіт, у тому числі сервізи, виконані для королівських дворів Європи. У музеї можна ознайомитися з історією розвитку виробництва кришталю, а також придбати продукцію фабрики.

## Світ Баккара
Резиденція Baccarat разом з бутиком, музеєм, рестораном і офісними приміщеннями розташувалася в стародавньому паризькому особняку на Place des Etats Unis, що належав колись графині Марі-Лор де Ноайль. Сучасне оформлення палацу виконане знаменитим Філіпом Старком. Колишня власниця палацу була музою сюрреалістів і близькою подругою Жана Кокто. Саме тому парадний вхід прикрашають мотиви з кінофільму Жана Кокто "Красуня й чудовисько". Інтер'єр осіняють високі склепіння стелі. На другий поверх ведуть широкі мармурові сходи з червоною килимовою доріжкою, що фантастично мерехтить по краях завдяки вправленим у неї крихітним лампочкам. Поруч зі сходами стоїть кришталевий трон, а зі стелі в сходовий проріз звисає люстра, що обертається, одна з найбільших коли-небудь виготовлених Baccarat. Ліворуч від центральних сходів – бальний зал, прикрашений золоченим різьбленням, дзеркалами й розписами, і музей, праворуч – ресторан. У музейній зоні розташовано три виставочних зали: "Шаленість розмірів", "За межами прозорості? й "Зал алхімії", що має конусоподібну стелю. Серед екстравагантних експонатів музею – перший електричний кришталевий канделябр, виконаний за замовленням російського імператора Миколи II, і меблі з колекції Фер’єр, придбані свого часу магараджами. Якщо інтер'єри музейних залів можна назвати аскетичними, то убрання ресторану Baccarat виглядає розкішно. Просторий зал загальною площею близько двохсот квадратних метрів з кількома накритими столами й чотирма зсунутими спинками диванчиками, що стоять у центрі, багато декорований. На стінах одна напроти одної укріплені камеї з барельєфами, мотив яких повторюється на подушках, акуратно розкладених на диванчиках. У проміжку між вікнами – фантазійний розпис на тему меню, пропонованого відвідувачам у цьому сезоні. Для тих, хто бажає усамітненої трапези, передбачено невеликий окремий кабінет. Стеля з рожевого атласу й рожевий тюль, що драпірує стіни кімнати, служать тлом, на якому немов накреслені стіл з п’ятьма стільцями, масивне чорне крісло й чорна люстра, розроблена Старком. Тераса, де гостям подають аперитив, має величезне дзеркало в сріблястій рамі з укріпленою внизу кришталевою свічею. Саме в такому еклектичному змішанні стилів бароко, рококо, ампір і авангард Філіп Старк утілив кришталеву тему Baccarat.

## Хроніки Баккара
- 1764 р. – за наказом короля Людовика XV єпископ Метца Луї де Монморансі-Лаваль відкрив скляну мануфактуру в селищі Баккара у східній частині Франції
- 1816 р. – 15 листопада запуск першої Баккара кристал печі. Випускають першу кришталеву вазу. До виробництва посуду виготовляли скло та дзеркала
- 1823 р. – король Франції Людовик XVIII замовляє у майстрів селища кілька кришталевих келихів. Ці келихи досі зберігаються в Єлисейському палаці. З того часу, Баккара виготовляла посуд для королів Карла Х, Луї Філіппа, Наполеона III
- 1830 р. – кришталевий посуд і предмети декору, виготовлені в Баккарі, вперше експортують до Константинополя
- 1832 р. – склоробне виробництво Баккара купують власники французьких фірм Saint-Louis і Choisy-LeRoy. Того самого року ці фірми об'єднуються в компанію Launay, Hautin et Cie. Створені ілюстровані каталоги
- 1841 р. – випуск кришталевих келихів моделі Harcourt, що стала згодом візитною карткою марки
- 1855 р. — На Першій Всесвітній виставці в Парижі Баккара отримує першу золоту медаль
- 1860 р. – на всі кришталеві вироби Launay, Hautin et Cie наносять торговий знак Baccarat. Баккара підписує договір про вільну торгівлю між Францією і Великою Британією. Перша підпис зареєстрованим товарним знаком до комерційного суду Парижа.
- 1896 р. — Після візиту Миколи II до Парижу. Баккара виконує спеціальне замовлення для Росії, Канделябри, фонтани, у тому числі скла для горілки розробленого спеціально для цього ринку
- 1878 р. – випуск кришталевого посуду Baccarat «в японському стилі», що швидко ввійшов у моду у Франції та Великій Британії
- 1885 р. – початок експортних поставок Baccarat до США, Індії, Мексики, Аргентини, Бразилії, Камбоджі та Уганди
- 1907 р. – випускає флакони для парфумів, 4000 пляшок в день. Всі великі імена в парфумерії та моди починають використовувати пляшки від Баккари. Серед них: Coty, Houbigant, Patou, Скіапарелли, Elizabeth Arden, Guerlain, Dior, Montana, Versace, Lancôme
- 1936 р. — виготовляють набір окулярів для Президента США: Франклін Д. Рузвельт
- 1948 р. – створення міжнародної корпорації Baccarat Inc. зі штаб-квартирою в Нью-Йорку
- 1964 р. – відкриття ретроспективної експозиції Baccarat у паризькому Луврі
- 1972 р. – Baccarat Inc. наймає одного з наймодніших у Європі художників по кришталю Роберто Самбоне
- 1988 р. — Засновано в Парижі Музей кришталю Баккара
- 1993 р. – презентація колекції прикрас Baccarat
- 2002 р. – випуск наручних годинників та аксесуарів Baccarat
- 2003 р. — дизайнер Філіп Старком повністю оновлює Музей
- 2007 р. – лідерами продажу Baccarat стають предмети декору й посуд із чорного кришталю

## Історії фабрики
"Кришталевим Страдиварі" називають славетну фабрику Baccarat, чиї вироби сприймаються всіма поціновувачами прекрасного як еталон найвищої якості й витонченого смаку. Майже 250 років французька фірма не перестає захоплювати, демонструючи безмежні можливості шляхетного скла й людської майстерності.
Тут завжди працювали винахідливі майстри. Фабрика Baccarat першою стала робити кольоровий кришталь. У 1827 році. Гордість компанії – "гостьові сервізи": карафи, келихи, чарки витончених ліній, примхливо оздоблені, вони прикрашали своїм сяйвом найвишуканіший стіл, а найніжнішим передзвоном завершували тости найіменитіших персон. З 1909 року фірма, крім розкішного "винного кришталю", почала випускати не менш дивовижні флакони для парфумів. До цього парфумерія продавалася у звичайних аптечних пляшечках, a Baccarat першою у світі створила спеціальний флакон, який своїм зовнішнім виглядом підтверджував, що його вміст настільки ж чудовий. У цих посудинах побачили світ, наприклад, аромати від Coty, Patou, Schiaparelli, Elizabeth Arden, Guerlain, Dior, Versace і Lancome.
Окрема історія в Baccarat склалася з російською імператорською родиною. У 1896 році, після сходження на престол, Микола II і його молода дружина Олександра Федорівна вирушили в подорож Європою. На урочистому прийомі в Парижі російський цар був обдарований кришталем Baccarat і, за легендою, негайно зробив цілий ряд замовлень мануфактурі. Замовив серед іншого Микола II і келихи, репліки яких Baccarat продовжує випускати дотепер, вони так і називаються – "Tsar". Микола II навіть власноручно розробив ескізи канделябрів, створених майстрами Baccarat (сьогодні ці царські канделябри перебувають у колекції Ермітажу). У містечку Баккара, недалеко від визнаної "скляної" столиці Нансі, на Росію постійно працювали три печі, у яких плавився кришталь. Поряд з келихами й фужерами Baccarat виконували й набагато об’ємніше замовлення, наприклад люстри й канделябри для імператорів Олександра II й Миколи II (перший з них замовив до ювілею своєї дружини канделябри заввишки чотири метри).
Утім, канделябри для імператриці – не найбільший твір в історії марки. Так, наприклад, до Всесвітньої паризької промислової виставки було зроблено практично цілком із кришталю фонтан семиметрової висоти; для резиденції португальського короля спроєктовано прозору альтанку в класичному стилі, вона якийсь час красувалася посеред королівського ставка, а потім надійшла до приватної колекції. А до власного 230-річного ювілею Baccarat створили величезну люстру з іскристими підвісками на 230 ріжків, що зберігається сьогодні в музеї марки.
Крім кришталевих люстр, у бутиках Baccarat можна знайти посуд і вази. Тут є рамки для фотографій, попільниці, свічники й фігурки тварин. Фабрика пропонує колекційні предмети для інтер'єра, створені відомими дизайнерами й художниками, у тому числі й речі, випущені обмеженим тиражем. Серед дизайнерських штучок Baccarat – величезні чорно-білі свічники від Kenzo, чорні келихи й склянки від Філіпа Старка. Вони виконані у два шари (прозорий кришталь зовні, чорний – усередині). Особливу гордість Baccarat становлять оригінальні прикраси з кришталю. Крім посуду, світильників і декоративних предметів інтер'єра, традиційних для Baccarat, є і ювелірні оздоби з кришталю (як прозорого, так і кольорового) в обрамленні золота 750-ї та срібла 925-ї проби. Baccarat першою почала робити їх 1993 року. Нарешті, у 2001 році на міжнародній годинниковій і ювелірній виставці в Базелі фірма представила власні... годинники, де кришталь, звичайно, відігравав не останню роль. Здивування тут неминуче, адже Baccarat завжди обворожує, полонить, зачаровує.

## Фотогалерея

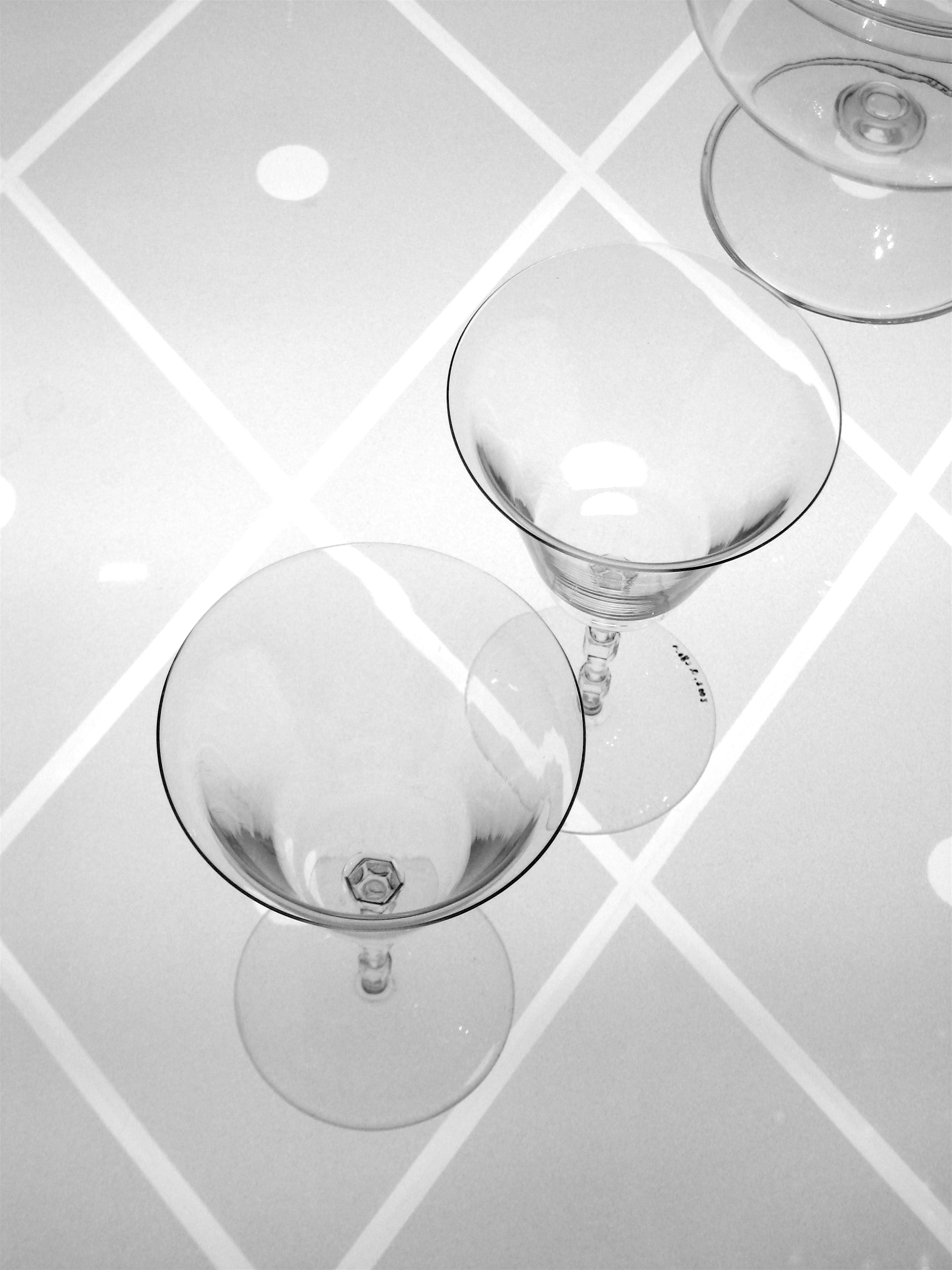
Кришталеві фужери
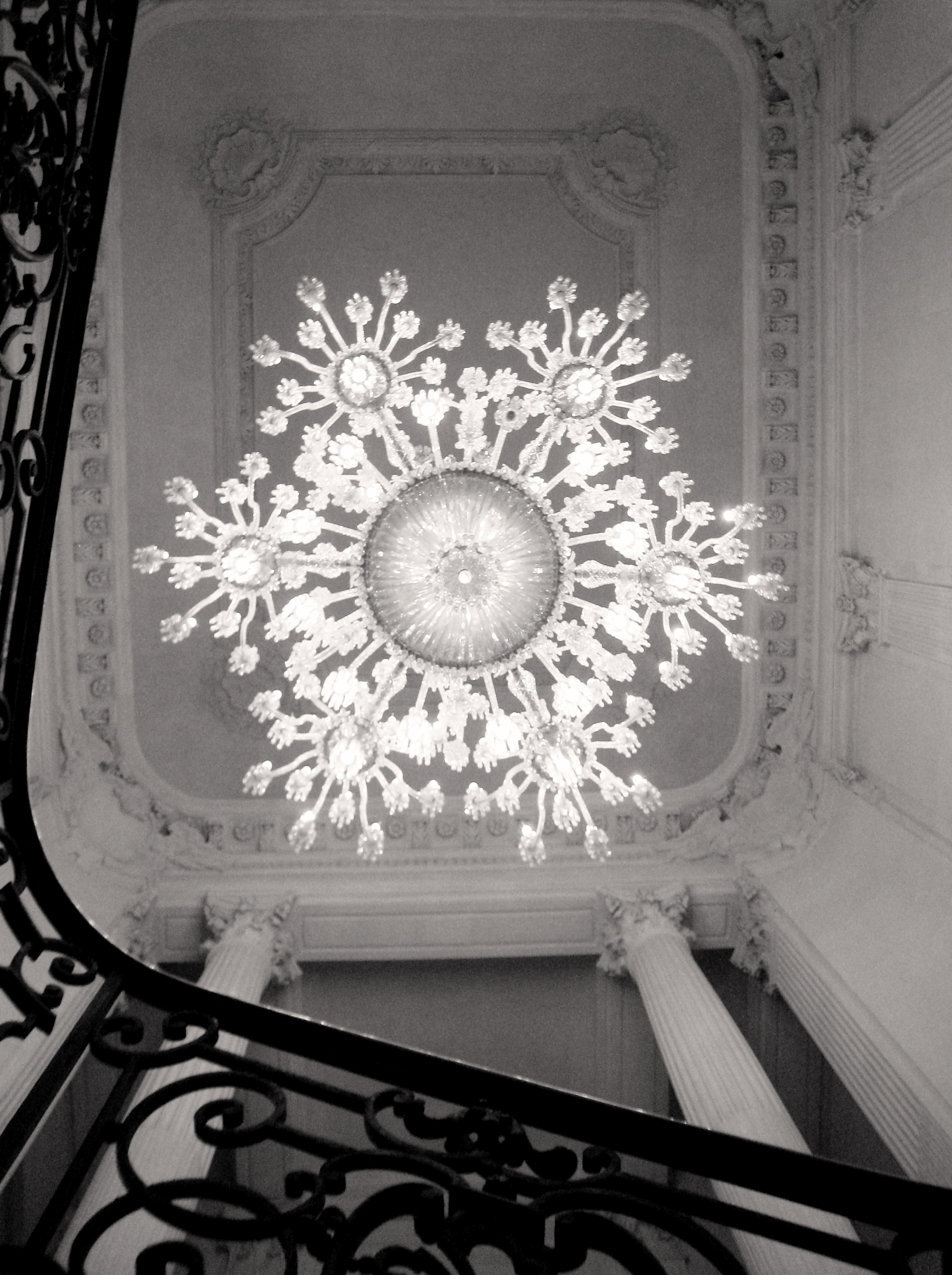
Люстра над парадними сходами
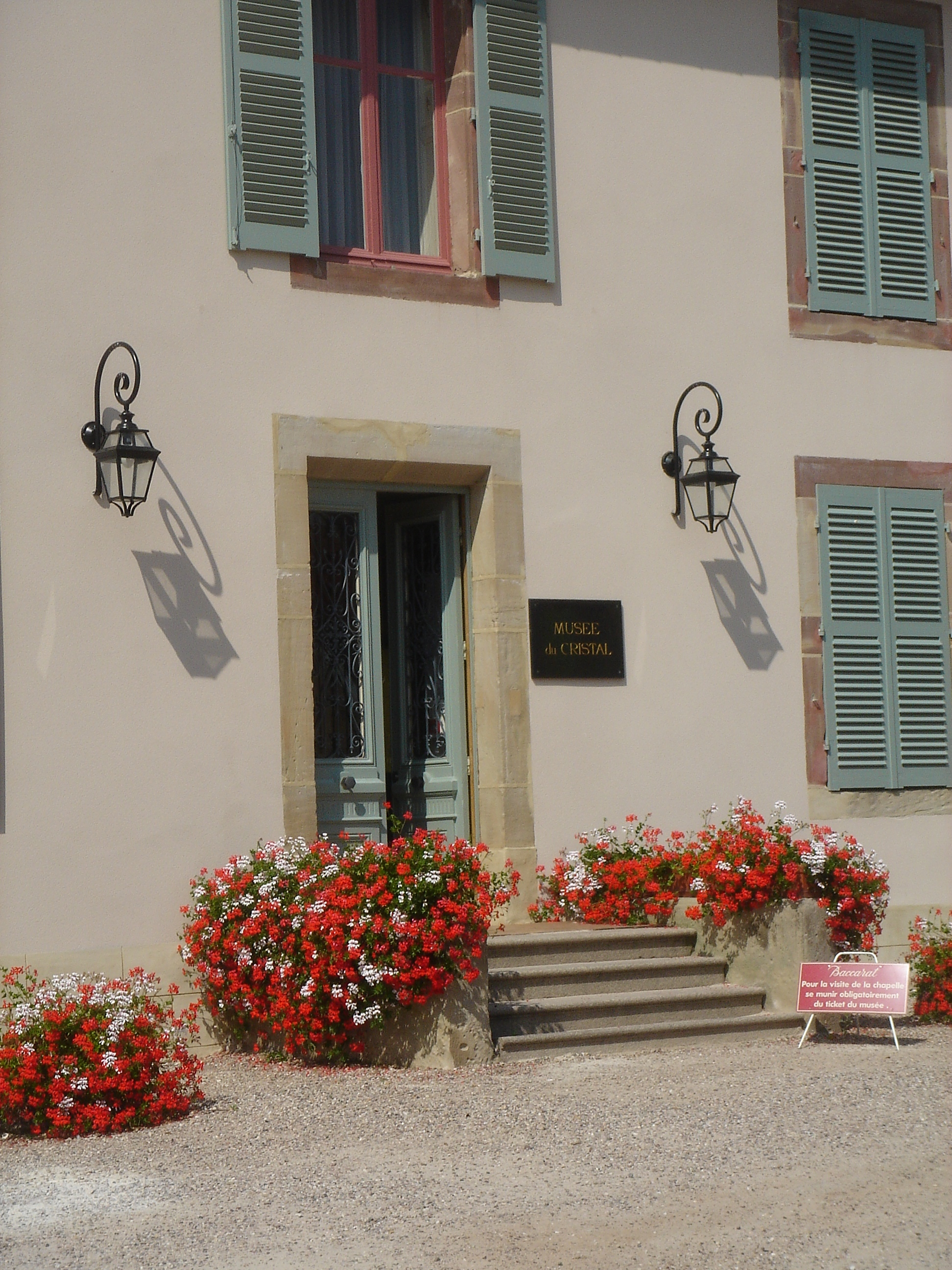
Музей Баккара
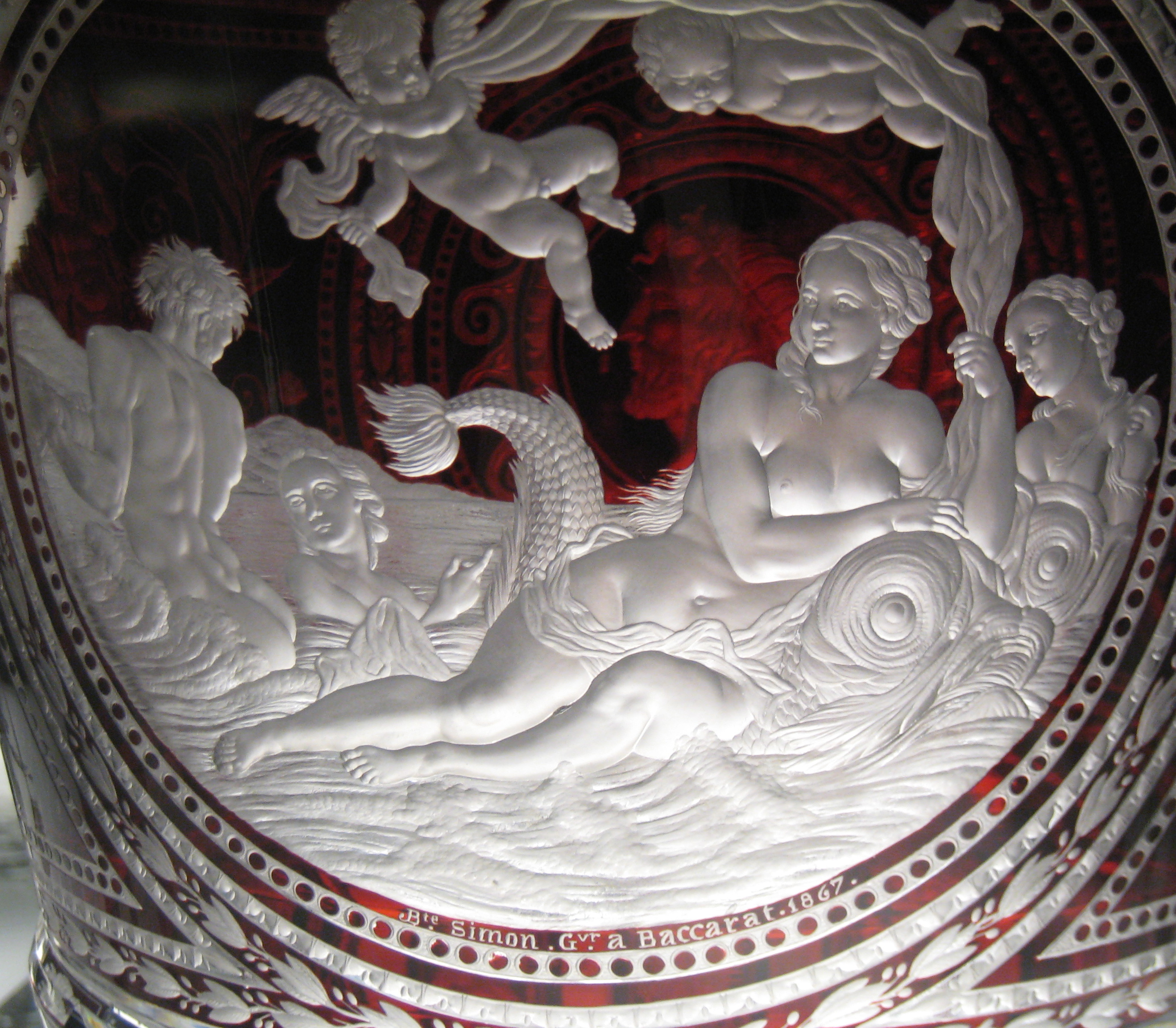
Кришталь з колекції музею, 1867 рік
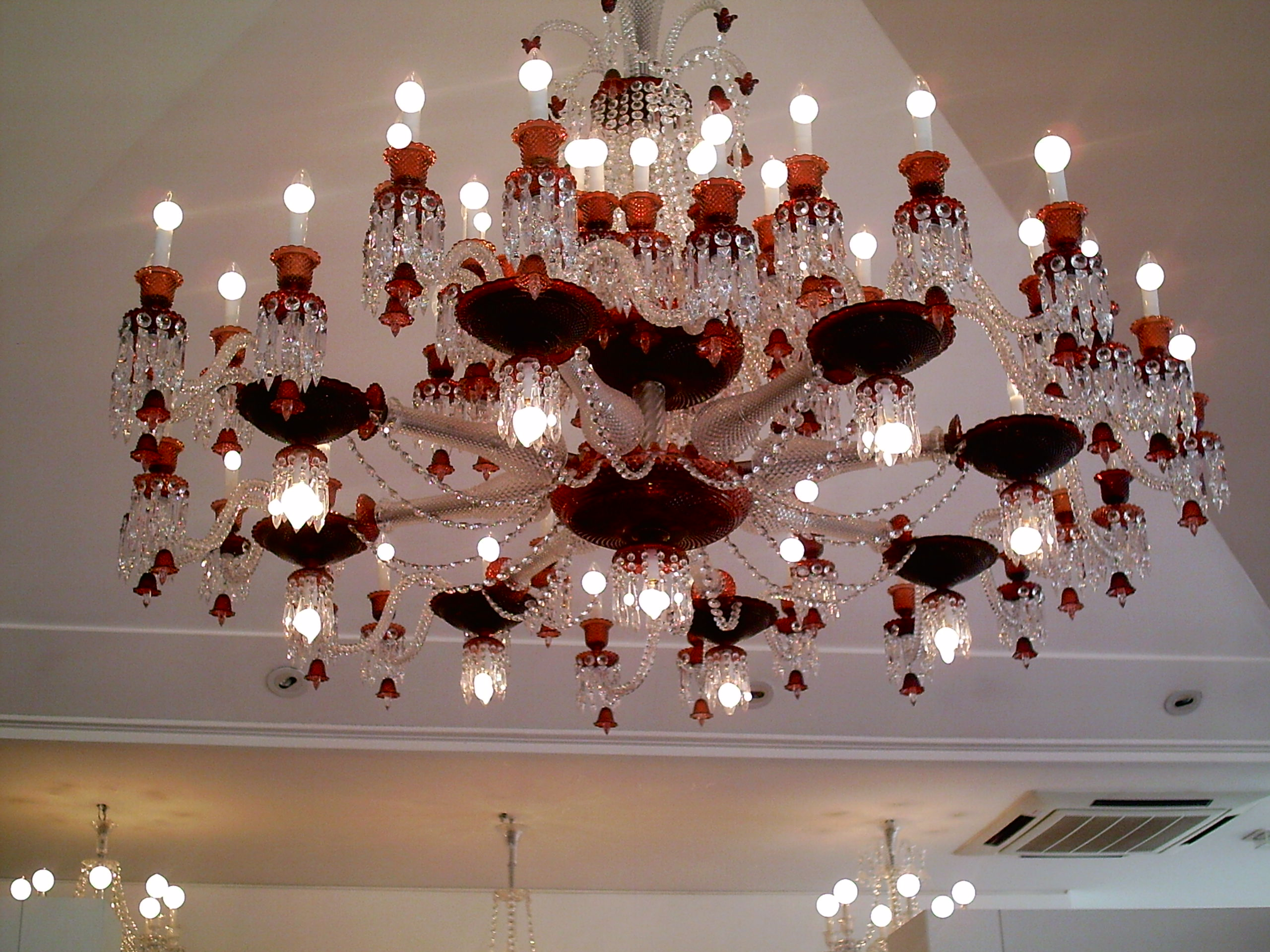
Люстра